# Santa Cruz de Monte Castelo
Santa Cruz de Monte Castelo är en kommun i Brasilien.   Den ligger i delstaten Paraná, i den södra delen av landet, 1 000 km sydväst om huvudstaden Brasília. Antalet invånare är 8 093.
Trakten runt Santa Cruz de Monte Castelo består i huvudsak av gräsmarker. Runt Santa Cruz de Monte Castelo är det glesbefolkat, med 10 invånare per kvadratkilometer.